# Calycomyza addita
Calycomyza addita este o specie de muște din genul Calycomyza, familia Agromyzidae, descrisă de Spencer în anul 1983.
Este endemică în Costa Rica. Conform Catalogue of Life specia Calycomyza addita nu are subspecii cunoscute.